# الینز
الینز (به فرانسوی: Alleins) یک کمون در فرانسه است که در Canton of Eyguières واقع شده‌است.

## خصوصیات
الینز ۱۶٫۷۸ کیلومترمربع مساحت و ۲٬۴۱۴ نفر جمعیت دارد و ۱۶۸ متر بالاتر از سطح دریا واقع شده‌است.